# Тёнтанж
Тёнтанж (люкс. Tënten, фр. Tuntange, нем. Tüntingen) — коммуна в Люксембурге, располагается в округе Люксембург. Коммуна Тёнтанж является частью кантона Мерш. В коммуне находится одноимённый населённый пункт.
Население составляет 1194 человек (на 2008 год), в коммуне располагаются 442 домашних хозяйств. Занимает площадь 18,74 км² (по занимаемой площади 65 место из 116 коммун). Наивысшая точка коммуны над уровнем моря составляет 383 м. (76 место из 116 коммун), наименьшая 230 м. (45 место из 116 коммун).